# Maximilià II del Sacre Imperi Romanogermànic
Maximilià II del Sacre Imperi Romanogermànic (31 de juliol de 1527, Viena - 12 d'octubre del 1576, Ratisbona) fou Emperador del Sacre Imperi, arxiduc d'Àustria, rei d'Hongria i de Bohèmia des de l'any 1564 i fins a la seva mort dotze anys després.

## Família
Era fill de l'emperador Ferran I del Sacre Imperi Romanogermànic i de la princesa Anna d'Hongria. Era net per via paterna de l'arxiduc Felip el Bell i de la reina Joana de Castella i per via materna del rei Ladislau II d'Hongria i Bohèmia i de la princesa Anna de Foix.
El 13 de setembre de 1548 es casà amb la infanta Maria d'Espanya, filla del rei Carles I de Castella i de la princesa Isabel de Portugal. La parella va tenir setze fills:
- L'arxiduquessa Anna d'Àustria, nada el 1549 a Viena i morta el 1580 al Monestir de l'Escorial. Es casà amb el rei Felip II d'Espanya.
- Larxiduc Ferran d'Àustria, nat el 1551 i mort el 1552.
- L'emperador Rodolf II, emperador romanogermànic, nat a Viena el 1553 i mort a Praga el 1612.
- L'arxiduc Ernest d'Àustria, nat el 1553 a Viena i mort el 1595 a Brussel·les. Fou governador dels Països Baixos.
- L'arxiduquessa Elisabet d'Àustria, nascuda el 1554 a Viena i morta el 1592 a París. Es casà amb el rei Carles IX de França.
- L'arxiduquessa Maria d'Àustria, nada el 1555 a Viena i morta un any després.
- L'emperador Mateu I, emperador romanogermànic, nat el 1557 a Viena i mort el 1619 a Viena. Es casà amb l'arxiduquessa Anna d'Àustria.
- L'arxiduc Maximilià d'Àustria (1588-1618), nat el 1558 a Viena i mort el 1618 a Viena. Gran Mestre de l'Orde Teutònic i Administrador de Prússia.
- L'arxiduc Albert VII d'Àustria, nascut el 1559 a Viena i mort el 1618 a Brussel·les. Es casà amb la infanta Isabel Clara Eugènia d'Espanya. Fou, juntament amb la seva muller, governador dels Països Baixos.
- L'arxiduc Wensel d'Àustria, nat el 1561 i mort el 1578.
- L'arxiduc Frederic d'Àustria, nat el 1562 i mort l'any següent.
- L'arxiduquessa Maria d'Àustria, nascuda el 1564 i morta un mes després.
- L'arxiduc Carles d'Àustria, nat el 1565 i mort el 1566.
- L'arxiduquessa Margarida d'Àustria, nascuda el 1567 i morta el 1633.
- L'arxiduquessa Elionor d'Àustria, nascuda el 1568 i morta el 1580.

## Joventut
Format principalment a Itàlia, va guanyar una mica d'experiència de la guerra durant la campanya del seu oncle patern Carles V, emperador del Sacre Imperi, contra França el 1544, i també durant la Guerra de la Lliga d'Esmalcalda, i aviat va començar a participar en el govern imperial. El setembre de 1548 es va casar amb la seva cosina Maria, filla de Carles V, i va exercir com a representant de l'emperador a la península Ibèrica des 1548-1550, tornant a Alemanya el desembre de 1550 amb la finalitat de participar en el debat sobre la successió imperial.
Carles V desitjava que el seu fill Felip (després rei d'Espanya) el succeís com a emperador, però el seu germà Ferran ja havia estat designat com el proper ocupant del tron imperial, i aquest i Maximilià es van oposar a la proposta. Finalment es va aconseguir un compromís. Felip succeiria a Ferran, però durant el seu regnat com a rei dels romans, Maximilià governaria Alemanya. Aquesta disposició no es va dur a terme, i només és important perquè la insistència de l'emperador van pertorbar greument les relacions harmonioses que fins llavors havien existit entre les dues branques de la família dels Habsburg; una malaltia que es va abatre sobre Maximilià el 1552 es va atribuir al verí que se li va donar en interès del seu cosí i cunyat, Felip d'Espanya.
Al voltant d'aquest temps Maximilià va passar a residir a Viena, on es va dedicar principalment al govern dels dominis austríacs i a la defensa contra els turcs. Els punts de vista religiosos del "rei de Bohèmia", com Maximilià havia estat nomenat des del seu reconeixement com el futur governant d'aquest país el 1549, sempre havia estat una mica incert, i ell havia après probablement quelcom del luteranisme en la seva joventut, però les seves relacions amistoses diversos prínceps protestants, que van començar en l'època de la discussió sobre la successió, probablement es van deure més a la política que a consideracions religioses. No obstant això, a Viena es va fer íntim de Sebastià Pfauser, un predicador de la cort amb tendències fortes cap al luteranisme, i la seva actitud religiosa va causar certa inquietud al seu pare. Es va expressar el temor que ell, lliurement, pogués sortir de l'Església Catòlica, i quan Ferran va esdevenir emperador el 1558, estava disposat a assegurar el papa Pau IV, que al seu fill no el succeiria si donava aquest pas. Finalment, Maximilià es va mantenir nominalment com adherent de la fe antiga, encara que els seus punts de vista van estar tenyits amb el luteranisme fins al final de la seva vida. Després de diverses negatives consentir el 1560, el desterrament de Pfauser, va començar de nou a assistir a les misses de l'Església Catòlica.

## Emperador
El novembre de 1562 Maximilià va ser escollit rei dels romans, o rei alemany, a Frankfurt, on va ser coronat uns dies més tard, després d'assegurar als electors catòlics de la seva fidelitat a la fe, i prometent als electors protestants que acceptava públicament la confessió d'Augsburg, i l'acceptaria en la seva condició d'emperador en el seu moment. També va prendre el jurament de costum per protegir l'Església, i la seva elecció va ser confirmada després pel papat. Va ser el primer rei dels romans que no va ser coronat a Aquisgrà. El setembre de 1563 va ser coronat rei d'Hongria per l'arquebisbe d'Esztergom, Olahus Nicolaus, i a la mort del seu pare, el juliol de 1564, el va succeir en la dignitat imperial i en els regnes d'Hongria, Croàcia i Bohèmia i l'Alta i Baixa Àustria (Àustria pròpia) mentre l'Àustria Interior (Caríntia, Carniola i Estíria) d'un costat i el Tirol i l'Àustria Anterior de l'altra anava a parar a mans dels seus germans petits, l'arxiduc Carles II d'Àustria Interior i l'arxiduc Ferran II d'Àustria.
El nou emperador ja havia mostrat que ell creia en la necessitat d'una reforma profunda de l'Església. No va poder, però, per obtenir el consentiment del papa Pius IV per al matrimoni dels clergues, i el 1568 la concessió de la comunió sota les dues espècies als laics va ser retirada. Per la seva banda Maximilià va concedir llibertat religiosa als nobles luterans i cavallers a Àustria, i es va negar a permetre la publicació dels decrets del Concili de Trento. Enmig de les expectatives generals per part dels protestants va celebrar la seva primera Dieta d'Augsburg el març 1566. Es va negar a accedir a les demandes dels prínceps luterans, d'altra banda, encara que l'augment del sectarisme es va discutir, no es van prendre mesures decisives per suprimir-la, i l'únic resultat de la reunió va ser la concessió d'un ajut per a la guerra turca, que s'acaba de renovar. Amb un gran exèrcit, Maximilià va marxar a defensar els seus territoris, però no es va lliurar cap combat decisiu, i la treva es va fer el 1568; l'emperador va seguir pagant tribut al sultà com a preu de la pau a les zones de l'oest i nord del regne hongarès encara sota el control dels Habsburg.
Mentrestant, les relacions entre Maximilià i Felip d'Espanya havien millorat, i l'actitud cada vegada més cauta i moderada de l'emperador en assumptes religiosos era sens dubte per la mort del fill de Felip, Carles, que havia obert el camí per a la successió de Maximilià, o d'un dels seus fills, al tron espanyol. L'evidència d'aquest sentiment amistós es va donar el 1570, quan la filla de l'emperador, Anna, va esdevenir la quarta esposa de Felip, però Maximilià no va poder moderar les actuacions dures del rei espanyol contra els habitants rebels dels Països Baixos. En 1570 l'emperador va reunir la dieta de Speyer (espira) i va sol·licitar ajuda per col·locar les seves fronteres de l'est en un estat de defensa, i també pel poder per reprimir el desordre causat per les tropes al servei de potències estrangeres que passaven a través d'Alemanya. Va proposar que el consentiment havia de ser necessari abans que els soldats al servei exterior fossin reclutats a l'imperi, però els estats no estaven disposats a enfortir l'autoritat imperial, els prínceps protestants consideraren la proposta com un intent d'evitar l'ajuda als seus correligionaris a França i als Països Baixos, i no es va fer res en aquest sentit, encara que una mica d'ajuda va ser votat per la defensa d'Àustria. Les demandes religioses dels protestants no estaven satisfets encara, mentre que la política de tolerància no havia donat pau a Àustria. El poder de Maximilià era molt limitat, i se li va impedir cedir als precs del Papa Pius V per participar en un atac contra els turcs, tant abans com després de la victòria a la batalla de Lepant el 1571, i va romandre inert mentre que l'autoritat de l'imperi al nord d'Europa estava amenaçada.
En 1575, Maximilià va ser triat per part dels magnats polonesos i lituans com a rei de Polònia en contra d'Esteve Bathory, però no va aconseguir arribar a ser àmpliament acceptat allà i es va veure obligat a abandonar Polònia.
Maximilià va morir el 1576 a Regensburg mentre es preparava per envair Polònia. En el seu llit de mort es va negar a rebre els últims sagraments de l'Església. Està enterrat a la catedral de Sant Vit a Praga. El regnat de Maximilià, bastant curt (1564 - 1576), fou decebedor per molts protestants que pensaven que Maximilià esperava la mort de l'emperador Ferran I per desemmascarar-se i adoptar certs acostaments als protestants austríacs.